# Always...
Always... is het debuutalbum van Nederlandse band The Gathering.

## Nummers
1. "The Mirror Waters" – 7:10
2. "Subzero" – 6:53
3. "In Sickness and Health" – 7:00
4. "King for a Day" – 6:33
5. "Second Sunrise" – 6:43
6. "Stonegarden" – 4:53
7. "Always..." – 2:40
8. "Gaya's Dream" – 6:04

## Bezetting
Bezetting ten tijde van Always...:
- Bart Smits - Zang
- Jelmer Wiersma - elektrische en akoestische gitaar
- René Rutten - elektrische en akoestische gitaar
- Frank Boeijen - Keyboards
- Hugo Prinsen Geerligs - Basgitaar, fluit
- Hans Rutten - Drums